# 2001, l'Odyssée de l'espace
Cet article concerne le film. Pour le livre, voir 2001 : L'Odyssée de l'espace (roman).
Série
2010 : L'Année du premier contact
(1984)
Pour plus de détails, voir Fiche technique et Distribution.
2001, l'Odyssée de l'espace (2001: A Space Odyssey) est un film britannico-américain de science-fiction réalisé par Stanley Kubrick, sorti en 1968.
Le scénario du film, coécrit par Kubrick et le romancier Arthur C. Clarke, s'inspire de deux nouvelles de Clarke, À l'aube de l'histoire et La Sentinelle. Parallèlement au tournage du film, Clarke rédige le roman 2001 : L'Odyssée de l'espace, qui sera publié peu après la sortie du long-métrage.
L'intrigue principale du film traite de plusieurs rencontres entre les êtres humains et de mystérieux monolithes noirs, censés influencer l'évolution humaine, et comprend un voyage vers la planète Jupiter puis « au-delà de l'infini », à la suite d'un signal radio émis par un monolithe découvert sur la Lune.
Produit et distribué par le studio américain Metro-Goldwyn-Mayer, le film est presque entièrement tourné au Royaume-Uni, dans les studios MGM-British (en) (il est, d'ailleurs, l'un des derniers films à utiliser ces locaux) ainsi qu'à Shepperton, du fait des plateaux de tournage plus vastes que ceux des studios américains. Le long-métrage est coproduit par la société de production de Stanley Kubrick. Ce dernier, ayant déjà tourné deux films au Royaume-Uni, décide d'y résider de manière permanente pendant le tournage du film. Les sources diffèrent concernant le pays de provenance de 2001, l'Odyssée de l'espace : bien qu'il ait paru aux États-Unis un mois avant sa distribution au Royaume-Uni et que l’Encyclopædia Britannica le considère comme américain, plusieurs commentateurs le qualifient de film britannique, américain ou encore anglo-américain.
2001, l'Odyssée de l'espace est fréquemment qualifié de « film épique » en raison de sa longueur inhabituelle et de sa similitude de construction avec d'autres films épiques classiques. Il est empreint de plusieurs thèmes, notamment l'évolution humaine, la technologie et l'intelligence artificielle ou encore la perspective d'une vie extraterrestre.
Le film est resté célèbre pour sa précision scientifique, ses effets spéciaux révolutionnaires pour l'époque, ses scènes ambiguës, son usage d'œuvres musicales au lieu d'une narration traditionnelle, et pour le rôle secondaire qu'occupent les dialogues dans l'intrigue. Sa bande-son mémorable est conçue par Kubrick lui-même, afin d'épouser au mieux les scènes du film. Ainsi, le réalisateur use de la suite de valses du Beau Danube bleu de Johann Strauss pour rappeler le mouvement des danseurs de valse lors du mouvement de rotation des satellites, ou encore du poème symphonique de Richard Strauss, Ainsi parlait Zarathoustra, afin d'aborder le concept philosophique nietzschéen du Surhomme, mentionné dans le poème philosophique du même nom.
À sa sortie en salles en 1968, 2001, l'Odyssée de l'espace est reçu de manière partagée, tant par la critique que le public ; mais, au fil du temps, il acquiert un statut de film culte et connaît un énorme succès au box-office. Quelques années après sa sortie, il devient le plus gros succès du box-office nord-américain de l'année 1968. Par la suite, et notamment à partir du XXIe siècle, le film est acclamé par la critique, le milieu du cinéma et le public. Nommé à quatre reprises aux Oscars du cinéma, le film ne reçoit en définitive que le prix des meilleurs effets visuels. En 1991, il est sélectionné par le National Film Registry pour conservation à la bibliothèque du Congrès des États-Unis, en raison de son « importance culturelle, historique ou esthétique ». La place primordiale qu'il occupe dans l'histoire du cinéma mondial, et à plus forte raison dans celle du cinéma de science-fiction, en fait l'un des plus grands films de tous les temps.

## Structure
Le film retrace, à travers différentes époques de l'histoire humaine, le rôle joué par une intelligence inconnue dans l'évolution de l'humanité.
Après un écran noir de quelques minutes, sur fond de la musique Atmosphères (en), une œuvre pour orchestre de György Ligeti, puis du logo de la MGM, le film s'ouvre sur le générique avec le poème symphonique Ainsi parlait Zarathoustra de Richard Strauss.
Le film est divisé en quatre actes distincts :
- dans le premier acte, qui se déroule « à l'aube de l'humanité », on suit des hominidés bipèdes qui découvrent l'usage de l'outil et de l'arme après avoir touché un monolithe noir mystérieux ;
- dans le second acte, qui se déroule en 1999, on suit le docteur Heywood R. Floyd lors de son voyage sur la Lune après qu'un monolithe identique y a été découvert ;
- dans le troisième acte, qui se déroule en 2001, deux astronautes, les docteurs David Bowman et Frank Poole, entreprennent un voyage vers la planète Jupiter à bord du vaisseau spatial Discovery One à la suite du signal radio émis par le monolithe de la Lune vers Jupiter ;
- dans le dernier acte, on suit le périple final de l'astronaute David Bowman « au-delà de l'infini ».

## Synopsis
Note : les titres des sections suivantes sont des retranscriptions des intertitres du film pour chacune de ses parties.

### Première partie
« L'aube de l'humanité » (« The Dawn of Man »)

Une représentation du monolithe du film.

Il y a quatre millions d'années en Afrique, une tribu d'australopithèque à la merci des prédateurs et qui est chassée de son point d'eau par un groupe rival, est en voie de disparition.
Un matin, les primates découvrent devant la caverne qui leur sert d'abri un imposant monolithe parallélépipédique de couleur noire. Peu après l'avoir touché, l'un des australopithèques a soudain l'idée de se servir d'un os comme d'un outil puis, très vite (en reconnaissant sa puissance) comme d'une arme avec laquelle on peut tuer, notamment les animaux, ce qui transforme le groupe en carnivores. Ce premier acte de violence est suivi par une attaque du groupe des australopithèques rivaux pour leur reprendre le point d'eau, accomplie par le meurtre du chef adverse grâce à leur nouvelle arme.
Cette séquence s'achève par le raccord plastique (resté célèbre) associant le jet de l'os tournoyant en l'air à la procession d'un satellite artificiel — raccourci fulgurant de l'évolution technique de l'humanité, de la préhistoire jusqu'à l'ère de l'exploration spatiale.

### Deuxième partie
« Des vaisseaux dans l'espace » (« Tycho Magnetic Anomaly One », « TMA-1 »)
Cet acte débute dans l'espace par un ballet de vaisseaux spatiaux, illustré par la valse viennoise Le Beau Danube bleu de Johann Strauss.

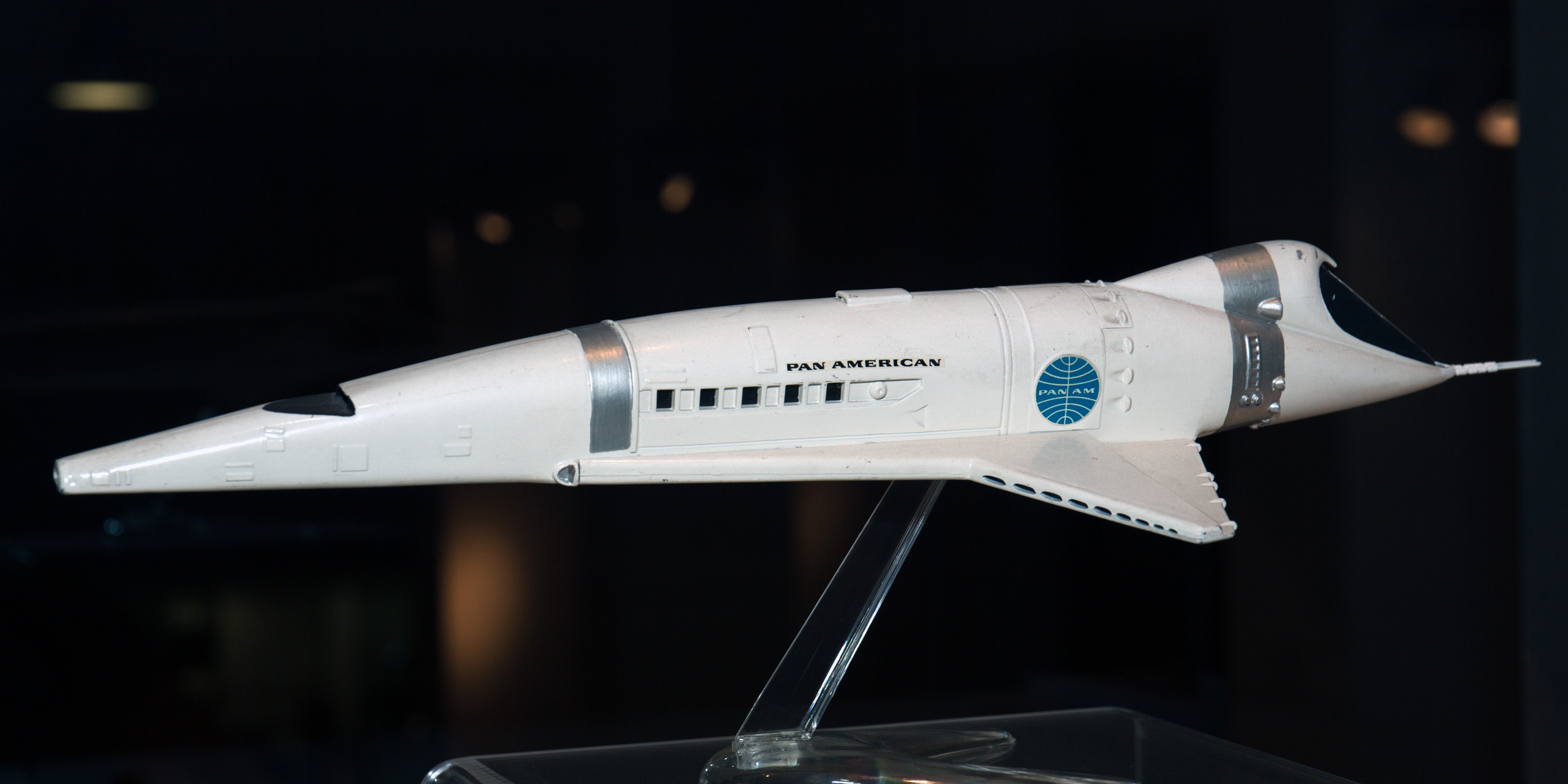
Maquette de la navette spatiale lunaire Orion III du film.

En 1999, le docteur Heywood Floyd, un scientifique américain membre du « Conseil national d'astronautique », se rend en navette spatiale sur la Lune pour enquêter sur une extraordinaire découverte, gardée secrète par les Américains : les équipes de la base lunaire Clavius ont relevé, à proximité du cratère lunaire Tycho, une forte anomalie magnétique conduisant à l'excavation d'un monolithe noir de forme parallélépipédique, source de cette perturbation.
Lors d'une escale sur la station spatiale internationale 5, Floyd y rencontre des scientifiques russes qui s'inquiètent, apparemment de manière innocente, de l'interruption des communications vers Clavius depuis 10 jours, d'une interdiction d'alunissage là-bas et de rumeurs d'une épidémie dans cette base. Floyd les trompe en leur révélant finalement qu'il s'agit d'une épidémie, gardant le secret sur le monolithe.
Arrivé à la base Clavius, Floyd anime une réunion du personnel dans laquelle il souligne la nécessité de garder le secret sur leur découverte. Sa mission consiste à enquêter pour rédiger un rapport sur cet artefact récemment découvert, le monolithe ayant été enterré près du cratère Tycho quatre millions d'années plus tôt.
Après un court voyage en navette lunaire, Floyd approche du cratère Tycho où se trouve le monolithe (illustré par le chœur musical Lux æterna de Ligeti). Tandis que lui et d'autres scientifiques l'examinent et en prennent des photos, le monolithe émet une puissante onde radio suraiguë en direction de la planète Jupiter.
L'objet, manifestement d'origine extraterrestre, aurait été volontairement enfoui dans le sous-sol lunaire quatre millions d'années plus tôt comme si les mystérieux extraterrestres, étant apparemment à l'instigation de l'évolution des australopithèques vers l'intelligence, avaient attendu que la technologie humaine permette à ceux-ci de voyager dans l'espace.

### Troisième partie
« La mission Jupiter, 18 mois plus tard » (« Jupiter mission, 18 month later »)

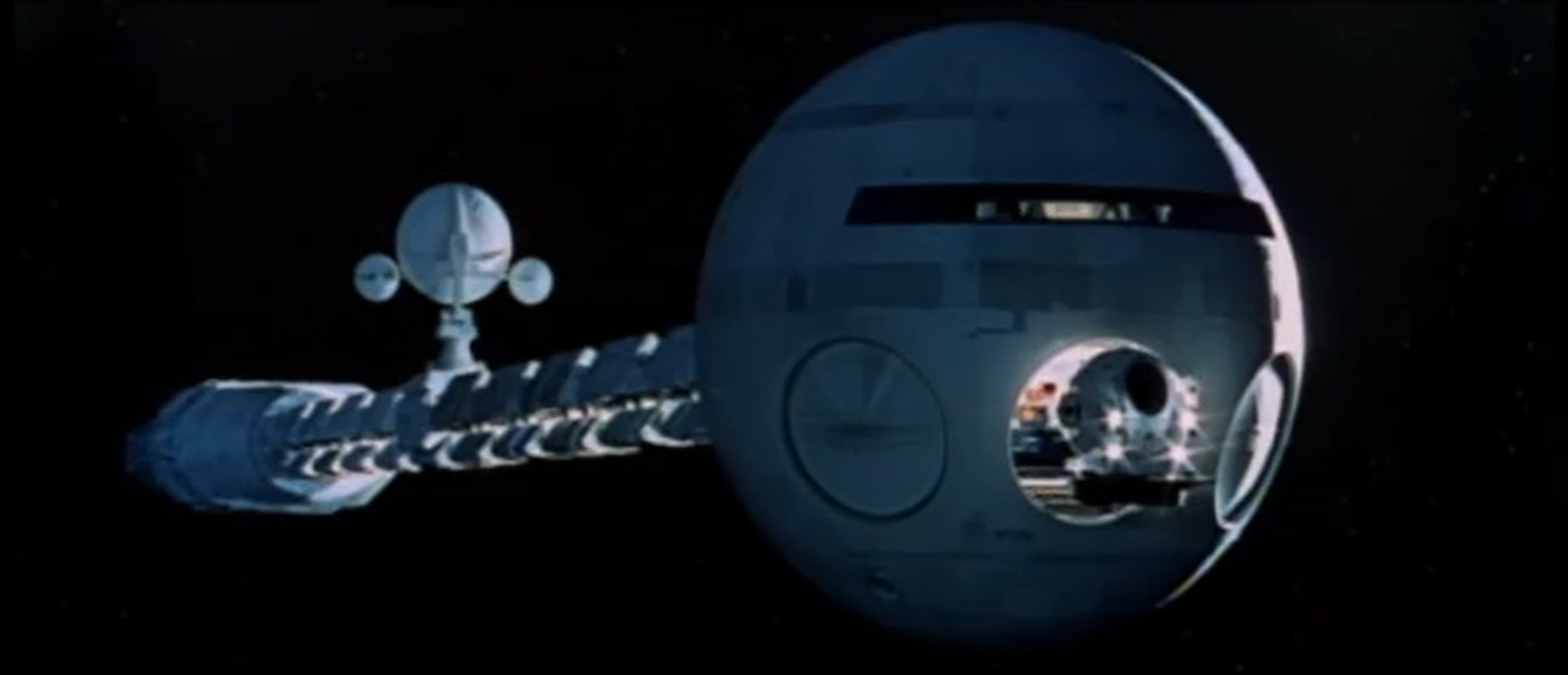
Image du vaisseau spatial Discovery One extraite de la bande-annonce du film.

Réplique du panneau de HAL 9000.

En 2001, le vaisseau spatial Discovery One (« Explorateur 1 » en VF), parti de la Terre trois semaines plus tôt, se dirige dans l'espace vers Jupiter au cours d'un voyage long de 750 millions de kilomètres.
L'équipage du Discovery One se compose de deux astronautes, David Bowman et Frank Poole, plus trois scientifiques qui dorment en biostase le temps du trajet. Les deux astronautes sont assistés par HAL 9000 (« CARL 500 » en VF, pour « Cerveau Analytique de Recherche et de Liaison »), un ordinateur de bord doté d'une intelligence artificielle.
Un jour, après une série de questions énigmatiques et insistantes de HAL au sujet du but de leur mission, l'ordinateur signale à Bowman qu'un élément du système de communication externe du vaisseau est sur le point de tomber en panne ; Bowman et Poole vont inspecter cet élément, une manœuvre périlleuse, mais ne trouvent aucune anomalie. L'ordinateur étant réputé infaillible, les deux astronautes s'inquiètent alors des conséquences de cette découverte sur le bon déroulement de la mission.
S'enfermant dans une capsule destinée aux sorties extravéhiculaires en pensant échapper à la surveillance de HAL, Bowman et Poole décident de déconnecter l'ordinateur pour parer à tout incident ultérieur. Mais HAL parvient à suivre leur conversation en lisant sur leurs lèvres ; interprétant leurs propos comme une menace pour son intégrité, et s'estimant en outre indispensable à la mission, HAL entreprend alors de se débarrasser de ses partenaires humains. Lors d'une nouvelle sortie dans l'espace de Poole, HAL prend le contrôle de sa capsule et le projette au loin dans l'espace, occasionnant à sa combinaison spatiale une avarie qui le prive d'air et le tue peu après. HAL profite ensuite de l'absence de Bowman, parti au secours de Poole à bord d'une autre capsule, pour désactiver les modules de biostase maintenant en vie les trois scientifiques du vaisseau, ce qui les tue.

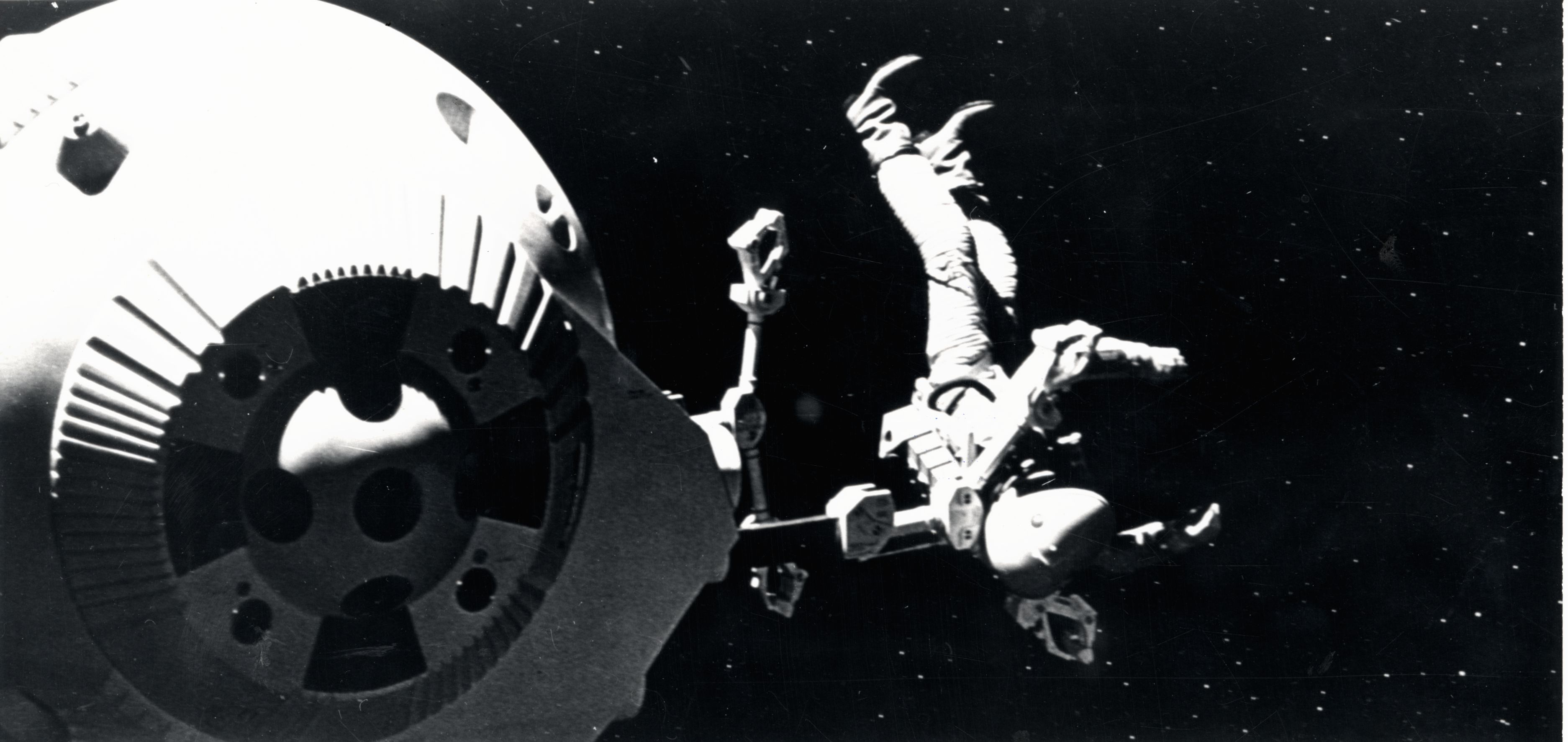
Image tirée du film quand Bowman tente de récupérer Poole après sa mort.

Lorsque Bowman revient vers le vaisseau après avoir récupéré le cadavre de Poole, HAL refuse de le laisser entrer, lui expliquant qu'il met en péril la mission. Bowman réplique qu'il compte entrer par un accès de secours, mais HAL lui indique que sans casque — parti en hâte, Bowman l'a oublié —, la chose est impossible. Conscient du risque, Bowman ouvre alors l'écoutille de sa capsule et utilise le système d'éjection pour se propulser dans le vaisseau, rétablissant la pressurisation et échappant de peu à l'hypoxie.
Bowman se dirige ensuite vers le « centre nerveux » de HAL et désactive un à un ses blocs mémoires pour le neutraliser, ne laissant activé que ses fonctions de base. Il découvre à cette occasion un message vidéo préenregistré du docteur Floyd, qui ne devait être diffusé qu'à la fin du voyage, relatant l'épisode du monolithe sur la Lune (les astronautes étaient maintenus dans l'ignorance de ce contexte, contrairement à HAL) et précisant que la mystérieuse onde radioélectrique d'origine extra-terrestre était pointée vers Jupiter.

### Quatrième partie
« Jupiter et au-delà de l'infini » (« Jupiter And Beyond The Infinite »)
Cet acte débute dans l'espace avec le requiem pour soprano de György Ligeti.
Le Discovery One est finalement arrivé à proximité de la planète Jupiter. En orbite autour de la planète, David Bowman voit un monolithe noir, similaire en aspect à celui découvert sur la Lune mais d'une taille gigantesque. Il quitte alors le vaisseau à bord d'une capsule pour aller observer l'objet. Mais, peu après, il est aspiré dans une sorte d'immense vortex lumineux, un gigantesque tunnel aux couleurs étranges et changeantes qui défilent devant et autour de lui. Terrifié, il voyage alors à très grande vitesse à travers l'espace, son corps devenant comme statufié par cette vitesse incroyable, et découvrant devant ses yeux immobiles d'étranges phénomènes cosmiques et des paysages extraterrestres aux couleurs stupéfiantes.
Tout à coup, on retrouve David Bowman dans une chambre d'hôtel où tout semble factice, mais conçu pour son confort, et où il se voit vieillir prématurément, sans qu'aucun indice ne lui permette de comprendre ce qui lui arrive. Alité et mourant, il voit apparaître devant lui un nouveau monolithe noir, de la même taille que ceux de la Terre, qu'il tente de toucher.
La scène finale montre David Bowman, réincarné sous la forme d’un fœtus humain entouré d'un globe de lumière, téléporté dans l'espace et qui apparait non loin de la Terre, qu'il est en train de regarder.
Toutes les interprétations de cette fin sont possibles, comme l'a souligné lui-même Stanley Kubrick, mais l'une d'elles est que, après l'évolution décisive des australopithèques « à l'aube de l'humanité », Bowman, lui, est le réceptacle de l'évolution suivante de l'humanité, désormais capable d'exister et de se déplacer dans l'espace infini.

## Fiche technique
- Titre original : 2001: A Space Odyssey
- Titre français : 2001, l'Odyssée de l'espace
- Réalisation : Stanley Kubrick
- Scénario : Stanley Kubrick, Arthur C. Clarke (d'après deux nouvelles de ce dernier : À l'aube de l'histoire et La Sentinelle)
- Direction artistique : John Hoesli
- Effets spéciaux : Stuart Freeborn, Dick Smith, Douglas Trumbull
- Décors : Anthony Masters, Harry Lange et Ernest Archer
- Costumes : Hardy Amies (en)
- Maquillage : Stuart Freeborn
- Photographie : Geoffrey Unsworth, Gilbert Taylor (non crédité)
- Montage : Ray Lovejoy
- Musique (non originale) : Richard Strauss, Johann Strauss fils, György Ligeti et Aram Khatchatourian
- Production : Stanley Kubrick, Victor Lyndon (associé producteur non crédité)
- Sociétés de production : MGM, Stanley Kubrick Productions, « Polaris »
- Sociétés de distribution : Metro-Goldwyn-Mayer, Warner Bros. et Turner Entertainment
- Budget : ~ 12 000 000 $ US
- Pays d'origine :  Royaume-Uni,  États-Unis
- Langue : anglais
- Format : couleur (Metrocolor) - (Technicolor) - négatif 65 mm
  - Version 35 mm — 2,35:1 CinémaScope — son stéréo 4 pistes magnétiques et son mono 1 piste optique (pour les salles non équipées)
  - Version 70 mm — 2,20:1 Super Panavision 70 — son stéréo 6 pistes magnétiques sur copies dites « plates », ainsi que sur copies appelées « sphériques »[N 3]
- Genre : science-fiction, anticipation, expérimental
- Durée : 156 minutes (version originale) / 149 minutes (version définitive)
- Dates de sortie[4] : 
  - États-Unis : 2 avril 1968 (avant-première à Washington), 3 avril 1968 (sortie nationale)
  - France : 27 septembre 1968

## Distribution
- Keir Dullea (VF : Denis Manuel) : le docteur David Bowman
- Gary Lockwood (VF : Bernard Murat) : le docteur Frank Poole
- William Sylvester (VF : René Arrieu) : le docteur Heywood R. Floyd
- Daniel Richter : Moonwatcher (« Guetteur de Lune »), le chef des primates
- Leonard Rossiter (VF : Nicolas Youmatoff) : le docteur Andrei Smyslov
- Margaret Tyzack (VF : Nathalie Nerval) : Elena
- Robert Beatty (VF : Gabriel Cattand) : le docteur Halvorsen
- Sean Sullivan : le docteur Michaels
- Douglas Rain (VF : François Chaumette) : voix de HAL 9000 (« CARL 500 » en VF)
- Frank Miller (VF : Jean-Claude Michel) : le contrôleur de mission
- Alan Gifford (VF : Philippe Dumat) : le père du docteur Poole
- Ann Gillis (VF : Marie Francey) : la mère du docteur Poole
- John Ashley : l'astronaute
- Burnell Tucker : le photographe
- John Swindel : le premier technicien spatial
- John Clifford : le second technicien spatial
- Vivian Kubrick : la fille du docteur Floyd
- Martin Amor (VF : Jacques Thébault) : le journaliste de World Tonight
- Penny Brahms (en) et Edwina Caroll : les hôtesses de la navette spatiale
- Ed Bishop : le capitaine de la navette spatiale lunaire

## Production

### Tournage
2001, l'Odyssée de l'espace est un film de science-fiction ayant suscité beaucoup de commentaires. On l'a, par exemple, qualifié de fable pessimiste sur l'avenir technicien de l'humanité, de méditation pascalienne sur la solitude de l'homme face au mystère insondable de l'univers, et de métaphore du trépas et du voyage vers l'au-delà.
Kubrick avait réfléchi à l'idée de concevoir Docteur Folamour comme un documentaire réalisé par des extraterrestres. Cette idée, abandonnée pour Docteur Folamour, le poussa à s'essayer à un genre nouveau pour lui : la science-fiction. Ayant lu une nouvelle d'Arthur C. Clarke intitulée La Sentinelle, il décida de rencontrer son auteur en 1964 afin d'établir la thématique et préparer l'élaboration de sa prochaine œuvre.

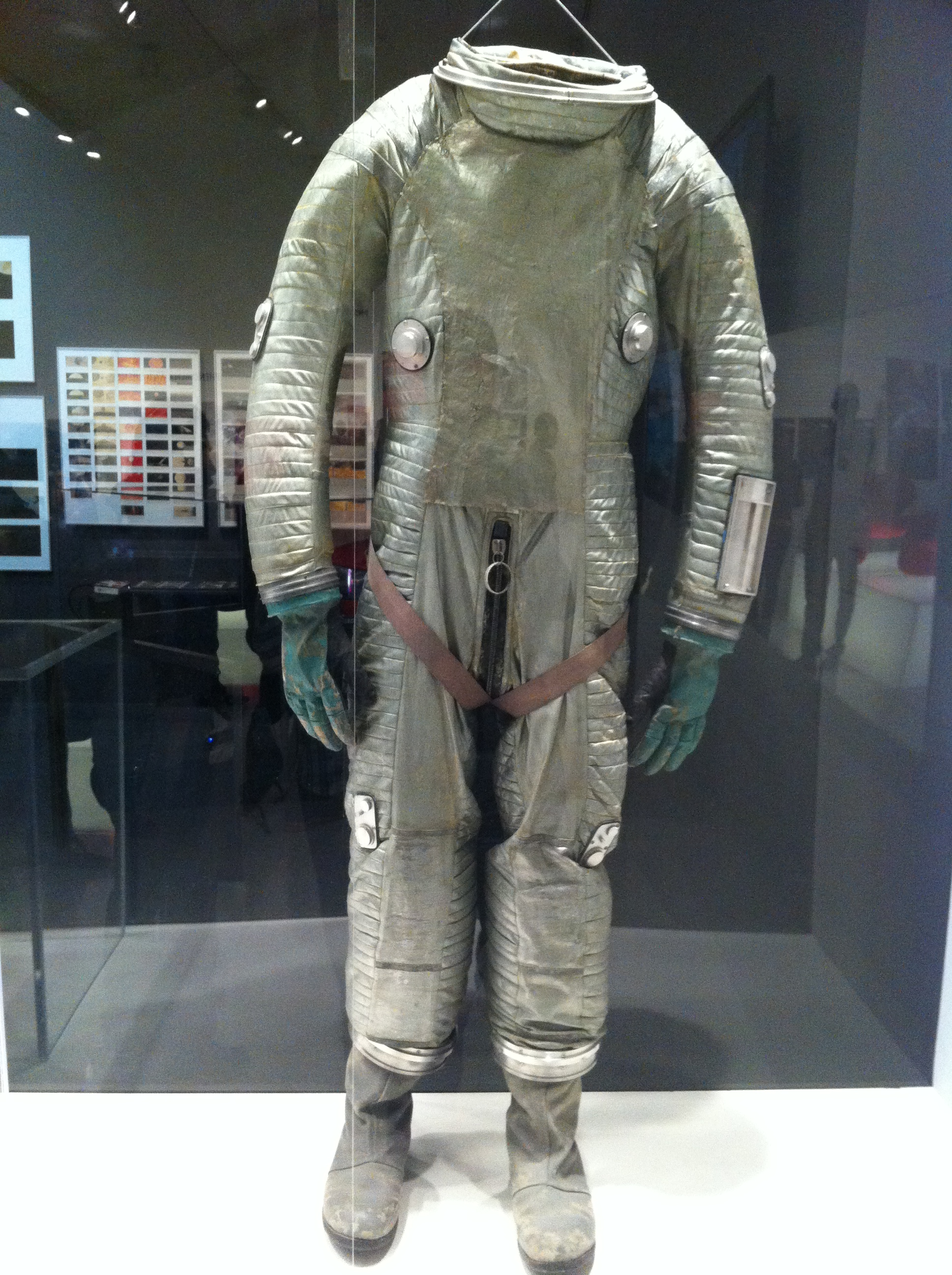
Costume de la combinaison spatiale des astronautes utilisé dans le film.

Pour ce film, Kubrick réunit une imposante équipe technique : 25 spécialistes des effets spéciaux (dont Harry Lange et Frederick Ordway (en), tous deux issus de l'industrie spatiale, et Brian Johnson – plus tard oscarisé – comme assistant non crédité), 35 décorateurs de plateau et 70 autres techniciens furent, en effet, employés pour le tournage. La salle de commande de Discovery nécessita un fort investissement financier car l'équipe du film dut construire un décor cylindrique rotatif pesant près de 30 tonnes, d'un coût de 750 000 $. Le tournage commença le 29 décembre 1965 par la scène de la découverte du monolithe dans le cratère de Tycho et se déroula sur sept mois. La postproduction nécessita deux ans de travail supplémentaire. Alors que le budget initialement prévu était de six millions de dollars, il dépassa les dix millions de dollars, ce qui s'explique, en partie, par l'utilisation d'effets spéciaux dans 205 plans du film. 2001 explora de nombreuses techniques d'avant-garde en matière d'effets spéciaux et fut, notamment, à l'origine du contrôle du mouvement. L'ensemble des éléments scénaristiques et des décors firent l'objet d'une attention toute particulière et plusieurs scientifiques et experts en matière d'exploration spatiale coopérèrent. Le coût des effets spéciaux représentera finalement 60 % du budget total du film. Le directeur de la MGM, Robert O'Brien, prévoyait une sortie du film pour la fin de l'année 1966 ou au printemps 1967, mais l'avant-première n'eut lieu qu'en avril 1968 à New York.
Stanley Kubrick a progressivement élagué son projet de départ : la durée d'origine était encore plus longue (158 minutes) que le montage définitif (final cut, de 149 minutes). Son objectif initial était de produire le premier long-métrage de science-fiction doté de décors réalistes, qui ne soient pas décelables à l'écran, dont l'argument serait un scénario fondé sur des postulats et une représentation du futur proches et crédibles, cautionnés par des scientifiques.
Il s'entoura pour cela de conseillers irréprochables, tant dans le domaine des industries de pointe de l'époque (biostase, « cerveaux électroniques », astronautique, etc.), de la paléontologie (l'aube de l'humanité) que de l'hypothèse de l'intelligence extraterrestre. Une première version du film prévoyait ainsi un prologue quasi documentaire fait d'entretiens avec des scientifiques et de commentaires explicatifs en voix off : le mathématicien Irving John Good, l'auteur de science-fiction et scientifique Isaac Asimov évoquaient les futures bases lunaires, l'anthropologue Margaret Mead, les astronomes Fred Whipple et Sir Bernard Lovell insistaient sur la vraisemblance de la vie extra-solaire. D'autres parlaient des possibilités de manipulations génétiques ou du développement d'ordinateurs « intelligents » dotés d'une « personnalité artificielle ». Enfin le physicien Freeman Dyson envisageait l'exploitation des comètes. Ajoutant trop de temps à une durée déjà considérable, ces rushes ne furent pas utilisés pour le film.

### Des idées inédites
Nombre des idées inédites du film, qui sont depuis devenues des poncifs, sont nées de la volonté de s'éloigner à tout prix de l'aspect « série B » de la SF de l'époque et de ses conventions. Kubrick, ayant pris goût aux effets spéciaux avec Docteur Folamour (dont les scènes de vol de B-52, en transparence, étaient supervisées par Wally Veevers), considérait que, dans un tel projet, il n'avait pas droit à l'erreur. Connu comme cinéaste intellectuel de stature européenne, il redoutait de faire une série B de plus, avec des décors en carton-pâte et une anticipation peu crédible qui vieillirait mal. Il fit donc appel à la crème des techniciens en effets spéciaux et à de jeunes talents, parmi lesquels Douglas Trumbull, engagé pour faire quelques dessins, qui réalisa par la suite le film de science-fiction Silent Running, sorti en 1972.

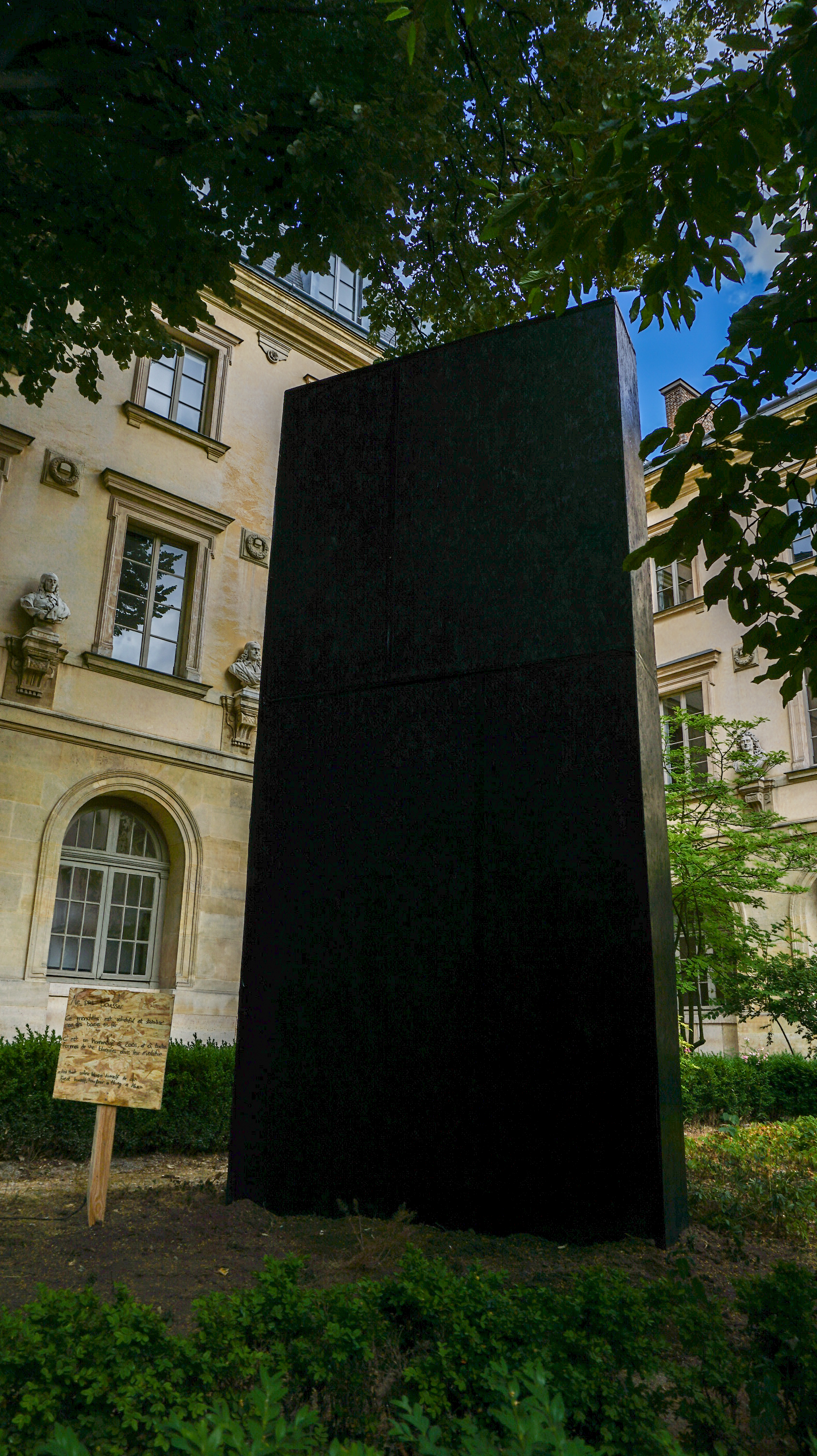
Un monolithe similaire à celui du film, exposé anonymement à l'École normale supérieure de Paris (2020).
Les dimensions du monolithe dans le film et les romans ont un rapport de 1 : 4 : 9, les carrés des trois premiers entiers naturels.

Le célèbre monolithe (en) noir, objet emblématique du film, est transparent comme du cristal dans le roman de Clarke (qui, peut-être, pensait au « Cristal qui songe » de Theodore Sturgeon). Mais il a fallu renoncer à cette caractéristique, car l'objet était ainsi invisible à l'écran.
Le Beau Danube bleu accompagnant les vaisseaux spatiaux en orbite circumterrestre, choix qui eût semblé de prime abord être le type même de la fausse bonne idée, a été adopté par Kubrick parce qu'un technicien avait mis le disque pendant que l'équipe visionnait les rushes en salle de montage : cette musique s'avérait coller à merveille. Il en alla de même pour les bruits oppressants de respiration et le silence de l'espace : simple conformité à la réalité des conditions du vide spatial. Cela n'avait jamais été fait avant, et ne fut qu'exceptionnellement refait par la suite : dans presque tous les films « spatiaux », le grondement des moteurs résonne dans le vide de l'espace, ce qui est une aberration physique.
Enfin, Kubrick se demanda à quoi pourrait ressembler un futur ordinateur intelligent – autre élément majeur du film, et personnage à part entière – sans être ridicule. La SF de l'époque était en effet peuplée de robots ou de « cerveaux électroniques » plus ou moins machiavéliques, tous dotés d'une voix métallique, monocorde et inhumaine, comme dans Le Cerveau d'acier de Joseph Sargent.
C'est pour cela que Kubrick conçut HAL 9000 sous l'aspect initialement plutôt rassurant d'un calculateur central tel qu'on en trouvait à l'époque dans les banques et les compagnies d'assurance, matérialisé visuellement par la présence des caméras à bord du Discovery, évoquant un œil rouge parfaitement circulaire, y ajoutant des moniteurs vidéo où scintillent des graphiques épurés ; surtout, il lui conféra la voix d'un acteur canadien de théâtre, Douglas Rain, prenant ainsi le contre-pied des clichés de la science-fiction, avec le risque que cela paraisse incongru en étant trop éloigné des représentations traditionnelles d'une intelligence artificielle. Or, à cette époque où la synthèse vocale n'existait pas, le surgissement soudain de cette voix British d'un pupitre de contrôle de type IBM 360 était saisissant.
Une courte scène préfigure les usages numériques du XXIe siècle (alors que les premières ébauches de la tablette iPad datent de 2002). Les astronautes petit-déjeunent devant deux écrans portables, plats et rectangulaires, diffusant les vidéos d’une session de travail et l’émission The World Tonight (en) présenté comme un programme d'information télévisée sur la chaîne « BBC-12 ».

### Un scénario de science-fiction typique des années 1960

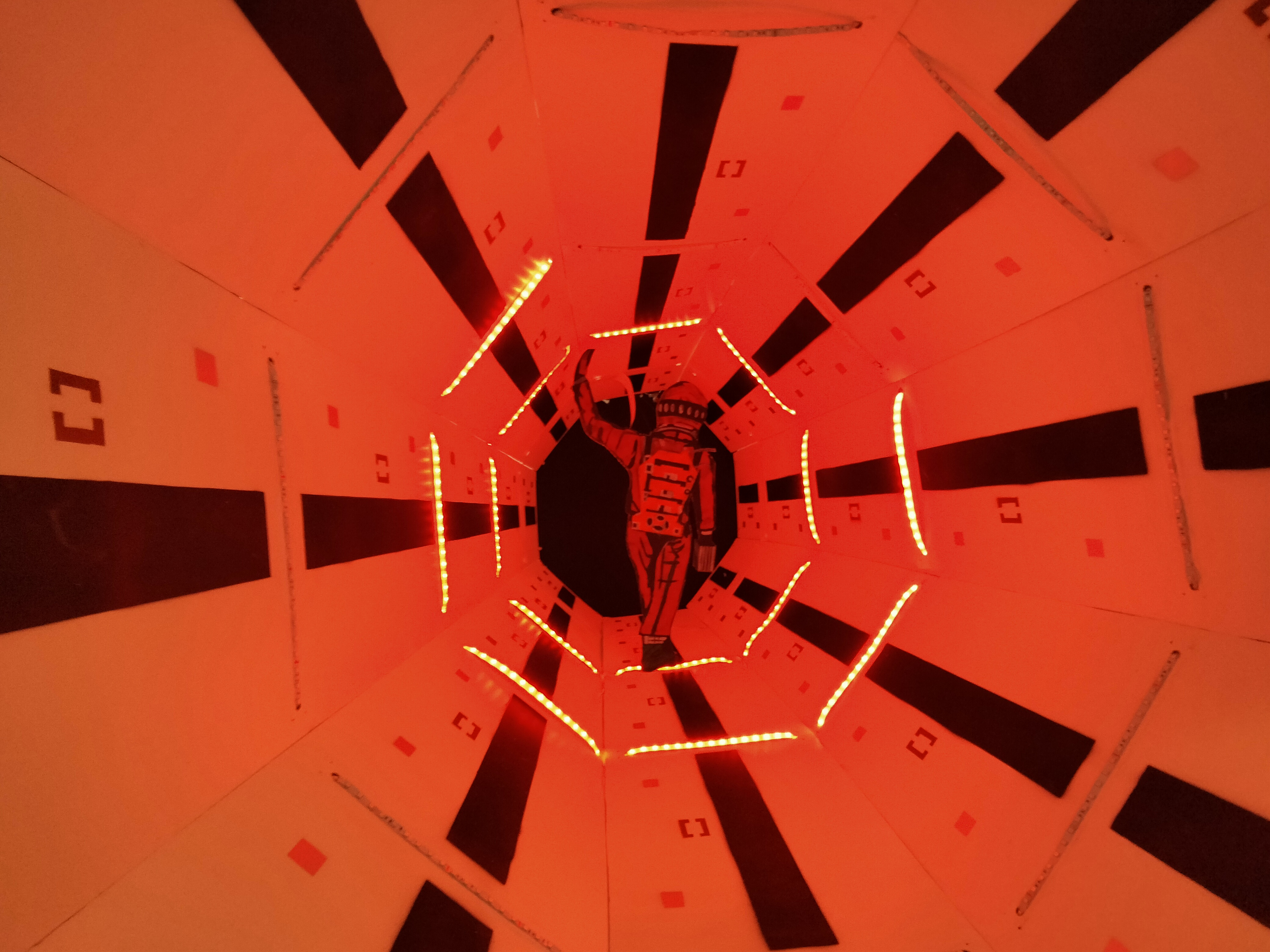
Une sculpture reconstituant une scène du film, à Barcelone pendant la Festa Major de Gracia 2022.

Pour le scénario, Kubrick se mit à la recherche du meilleur auteur de science-fiction de l'époque, du moins le plus sérieux sur le plan de la crédibilité technique. Selon ce critère, c'eût pu être Isaac Asimov, scientifique en plus d'être romancier, ou Brian Aldiss, qu'il a voulu utiliser plus tard pour ce qui est devenu A.I. Intelligence artificielle, film finalement réalisé par Steven Spielberg. Mais c'est un autre savant et auteur qu'il choisit : Arthur C. Clarke.
Fruit d'une collaboration entre les deux hommes, le scénario de 2001 est, curieusement, assez conventionnel : le postulat en est que les extraterrestres ont visité la Terre il y a quatre millions d'années et sont à l'origine, artificielle, de l'évolution du singe vers l'homme. Ils ont laissé un émetteur sur la Lune et un relais en orbite autour de Jupiter. L'accès des hommes à la science étant prouvé par l'aptitude de ceux-ci à atteindre la Lune, la « sentinelle » en informe le relais autour de Jupiter, à charge pour ce dernier d'informer les « Grands Anciens galactiques » du succès de l'opération.
Ce synopsis était dans l'air du temps : on trouvait alors dans la bibliothèque de tous les amateurs de fantastique les ouvrages d'auteurs comme Erich von Däniken, qui prétendait démontrer que les extraterrestres étaient « déjà venus » et étaient décrits dans la Bible, au livre d'Enoch ; comme Jacques Bergier (Le Matin des Magiciens, Les Extraterrestres dans l'histoire), premier traducteur de H. P. Lovecraft, père des Grands Anciens ; ou encore Jean Sendy (La Lune, clé de la Bible, Ces dieux qui firent le ciel et la terre, le roman de la Bible), promoteur d'une théorie selon laquelle la Genèse relaterait sous forme naïve la venue d'extraterrestres ayant façonné l'espèce humaine à leur image et laissé un « arc d'alliance » sur la Lune – scénario quasi identique à celui que développaient, peu avant lui, Kubrick et Clarke pour le script de 2001. De telles idées inspirèrent même à Hergé le scénario de Vol 714 pour Sydney où Tintin visite un temple millénaire bâti par les extraterrestres sur un îlot indonésien.
Par ailleurs, un optimisme sans faille entourait alors la conquête de l'espace (2001 sortira un an avant la première mission spatiale ayant conduit un homme sur la Lune). Les médias étaient peuplés d'engins spatiaux soviétiques et nord-américains, de vues d'artistes imaginant de futures bases lunaires et de photos de la Lune prises par les atterrisseurs Surveyor et Ranger. Il suffit de citer quelques dates : 1961, Youri Gagarine devient le premier homme dans l'espace en bouclant une orbite complète ; 1963, Gordon Cooper passe les premières 24 heures dans l'espace ; 1964, premier équipage de trois astronautes à bord du vaisseau soviétique Voskhod 1 ; 1965, première sortie extravéhiculaire par le colonel Alekseï Leonov en mars, puis premier rendez-vous spatial le 15 décembre entre les astronautes nord-américains Frank Borman et Thomas Stafford, respectivement à bord des capsules Gemini 6 et Gemini 7.
La grande roue orbitale de 2001 et sa gravité artificielle provoquée par la force centrifuge est un concept envisagé par Wernher von Braun dans les années 1950 : « La station spatiale sera aussi un hôtel, les astronautes pourront y vivre un mois ou deux de suite. Ils feront la navette entre la Terre et la station pour effectuer des travaux spéciaux ». Quant à la mission Explorer 1, elle s'apparente de près au Projet Orion de 1958, qui prévoyait l'emploi de l'énergie nucléaire pour la propulsion et revendiquait « Saturne dès 1970 ». Enfin, la navette empruntée par le savant Heywood Floyd ressemble bien plus au Concorde ou au X15 qu'à Challenger, et son poste de commande est une quasi-copie de celui de la capsule Apollo.
Mais rien, malgré le talent de Clarke, ne garantissait qu'on s'éloignerait, avec un tel scénario, des sentiers balisés, fût-ce en égalant des réussites du genre comme Planète interdite de Fred McLeod Wilcox ou Les Survivants de l'infini de Joseph M. Newman. Kubrick voulait mieux.

### Un film expérimental
Ayant obtenu auprès de la MGM un contrôle artistique total, prenant un risque considérable, Kubrick décida d'aller plus loin en laissant le spectateur libre de se faire sa propre idée sur le sens du film, le scénario n'étant plus qu'esquissé par de vagues allusions. Il ne voulait aucun synopsis apparent ou évident, et c'est pourquoi le film est une succession de scènes de facture très traditionnelle (conversations banales entre savants soviétiques et américains, conférence de presse d'un officiel usant de la pire langue de bois possible, dialogue minimaliste des astronautes Bowman et Poole) et de phases hallucinatoires proches du cinéma expérimental. Il court-circuita systématiquement les clichés de la SF, toutes les conventions scéniques, et supprima une bonne partie des dialogues. Arthur C. Clarke a prononcé très explicitement : « Si vous dites que vous avez compris 2001, c'est que nous avons échoué, car nous voulions que le film pose plus de questions qu'il ne donne de réponses. »
Les circonstances de sa sortie en 1968 étaient presque idéales pour son succès retentissant, avec l'arrivée du LSD et autres drogues hallucinogènes, les ouvrages de Carlos Castaneda, la bande dessinée (Philippe Druillet réutilisera l'œil rouge de HAL sous la forme d'un ordinateur féminin appelé Rose), le rock progressif, les hippies ou le cinéma expérimental.

## Musique

### Présentation
La musique et les effets sonores de 2001, l'Odyssée de l'espace revêtent une importance particulière, structurant profondément les aspects narratifs et spéculatifs du film, et redéfinissant les liens entre musique et image dans le cinéma de science-fiction contemporain.
Les titres principaux qui constituent la partie musicale du film sont :
- Richard Strauss : ouverture de Ainsi parlait Zarathoustra ;
- Johann Strauss fils : Le Beau Danube bleu ;
- György Ligeti : extraits de son Requiem, de son Lux Aeterna, d’Atmosphères et d’Aventures ;
- Aram Khatchatourian : adagio du ballet Gayaneh.

### Ainsi parlait Zarathoustrade Richard Strauss

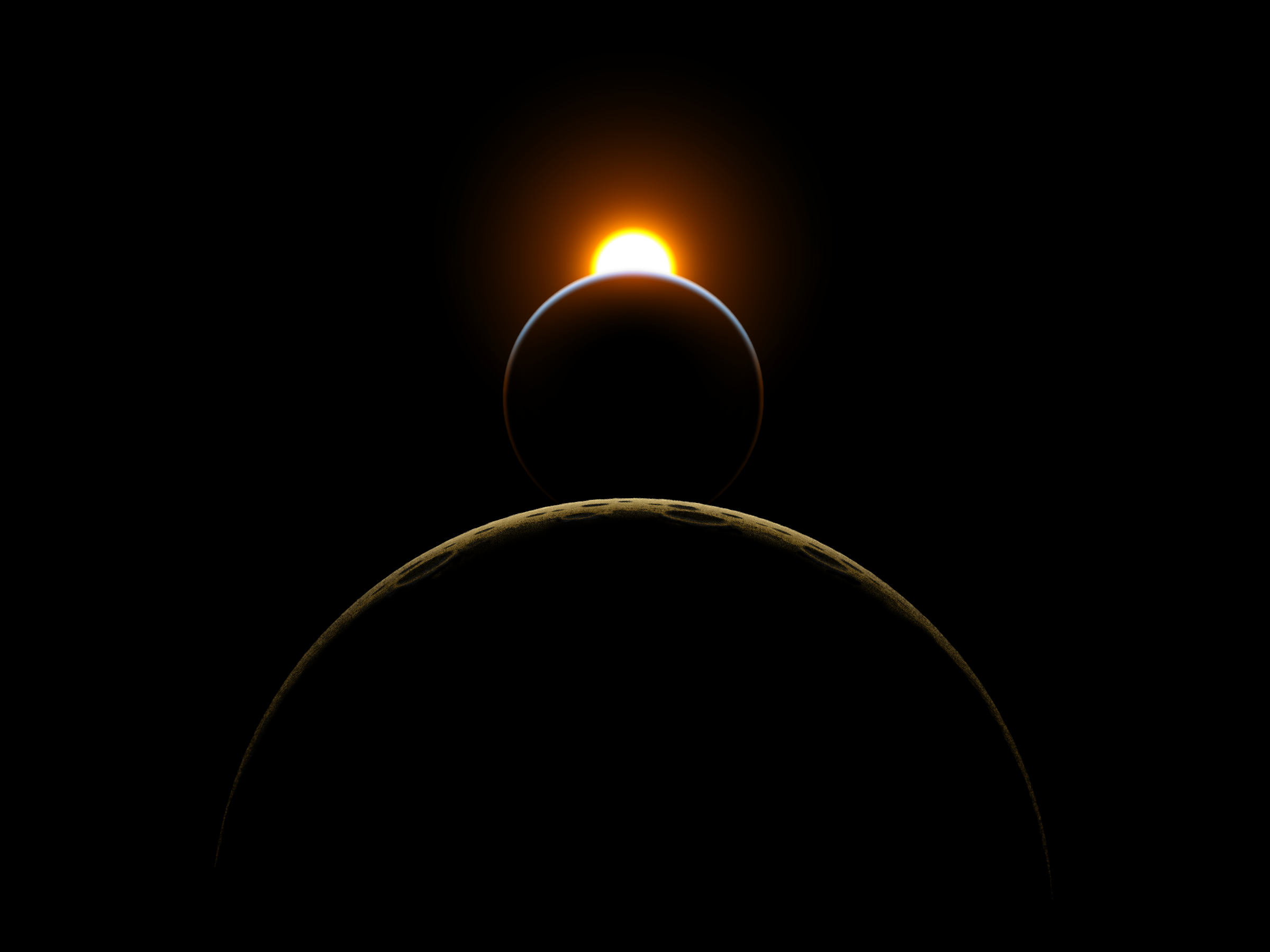
Lever de soleil similaire à la séquence d'ouverture du film.

Cette pièce est utilisée en ouverture du film, illustrant l'alignement entre la Lune, la Terre et le Soleil, ainsi que dans « L'aube de l'humanité » et dans la scène finale du film. Cette musique semble illustrer la notion de triomphe du progrès, étant utilisée lors de la séquence de la découverte de la notion d'outil (transition du singe à l'Homme) et à la fin du film (Homme à Surhomme).
Richard Strauss lui-même disait à propos de cette musique et de son lien avec l’œuvre Ainsi parlait Zarathoustra de Friedrich Nietzsche : « J'avais l'intention de suggérer, par l'intermédiaire de la musique, l'idée du développement de l'espèce humaine à partir de son origine et à travers les diverses phases de son développement, religieux et scientifique. ».
Selon Didier de Cottignies, Stanley Kubrick avait initialement choisi le début de la Symphonie no 3 en ré mineur de Gustav Mahler comme musique principale de son film (le quatrième mouvement de cette symphonie fait intervenir une voix de contralto chantant un texte de Ainsi parlait Zarathoustra de Nietzsche). En 1967, il reçut de son beau-frère à Noël une version d’Ainsi parlait Zarathoustra de Richard Strauss enregistrée par l'orchestre philharmonique de Berlin, conduit par Herbert von Karajan.
En l'écoutant, Kubrick réalisa que l'introduction de ce poème symphonique serait plus adaptée que la symphonie de Mahler. Les droits d'enregistrement de Karajan n'étant pas disponibles, c'est la version de Karl Böhm avec l'orchestre philharmonique de Vienne qui fut créditée au générique. Mais au cours de la postproduction, Kubrick remplaça discrètement l'enregistrement de Böhm par celui de Karajan et personne ne le remarqua.

### Le Beau Danube bleude Johannes Strauss fils

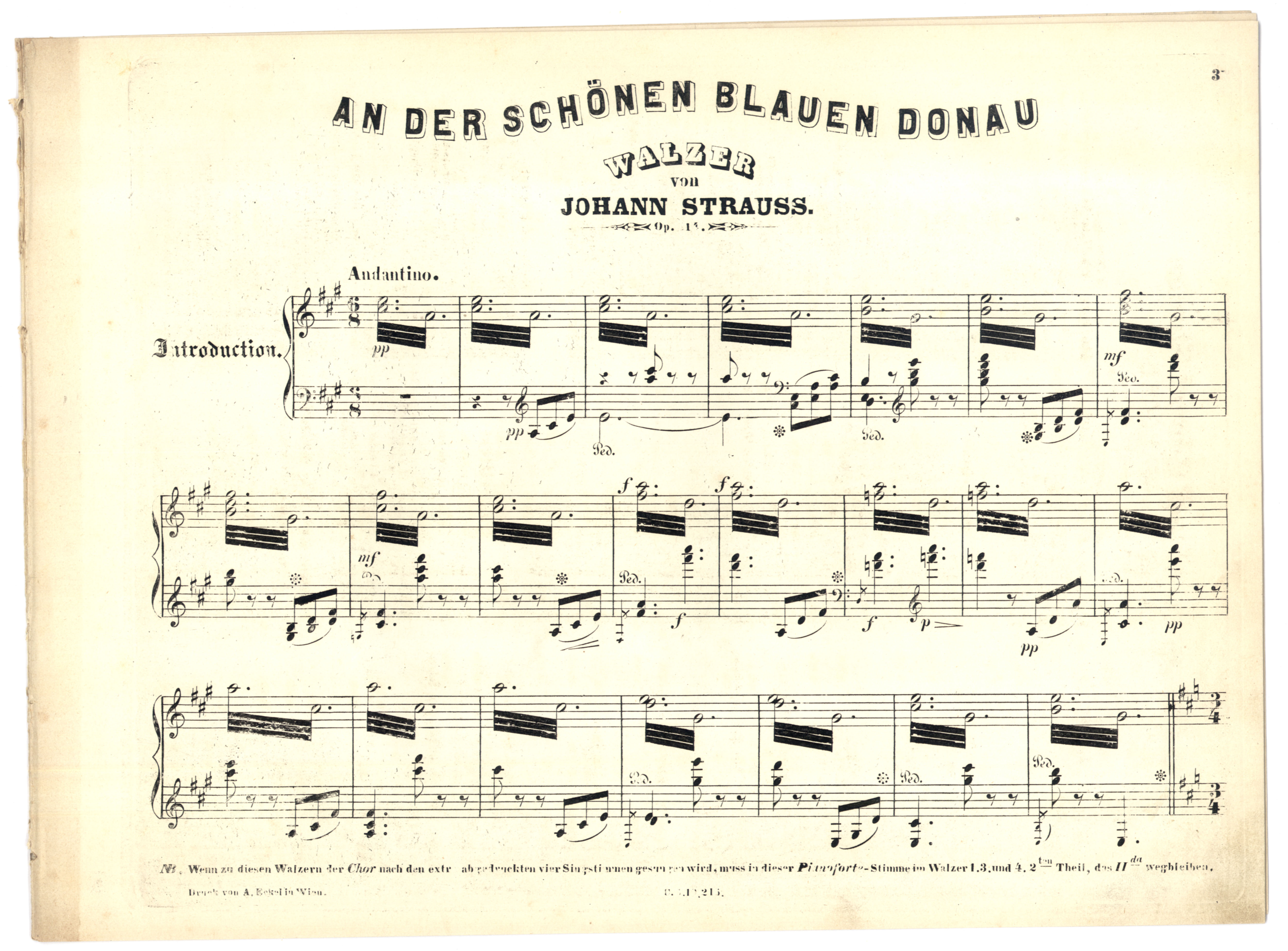
Partition datant de 1867 du Beau Danube bleu.

Dans le film, la version du Beau Danube bleu est jouée par l'orchestre philharmonique de Berlin, dirigé par Herbert von Karajan. Cette musique accompagne le voyage du Dr Floyd de la Terre jusqu'à la station orbitale et de la station orbitale jusqu'à la Lune. Selon William Whittington, le montage et le synchronisme rigoureux entre les images, les mouvements et la musique donnent un sentiment de maîtrise, par l'être humain dont la musique est l'émanation, des forces de gravité et des forces universelles.

### Messe duRequiemde György Ligeti
La version du film de cet oratorio est exécutée par l'orchestre de la Radio Bavaroise dirigé par Francis Travis (en). Il s'agit du chœur présent à chaque apparition du monolithe. Cette musique, mystérieuse, oppressante et déstructurée, reflète, selon Michel Ciment, l'idée d'Arthur C. Clarke que toute technologie très en avance sur la nôtre est indiscernable de la magie et possède la même qualité irrationnelle.
Lux Æterna (Lumière éternelle) dont le texte est extrait de la messe de Requiem. Ce chœur à 16 voix est exécuté, dans la version du film, par la Schola Cantorum de Stuttgart, dirigé par Clytus Gottwald (en). Cette musique inquiétante accompagne Floyd lors de son voyage vers le site du monolithe dans le cratère Clavius. Selon William Whittington, elle donne un climat d'incertitude, de mystère et de méfiance à cette scène, se surajoutant aux activités secrètes et opaques des humains concernant le monolithe.

### Adagio extrait de «Gayaneh»d'Aram Khatchatourian
Exécutée par l'orchestre philharmonique de Leningrad dirigé par Guennadi Rojdestvenski, l'Adagio extrait de Gayaneh d'Aram Khatchatourian accompagne la présentation du vaisseau Discovery One en route vers Jupiter, et des astronautes.
Le caractère désolé et apaisé de cette musique participe du climat de la scène et du film, décrit par le critique de cinéma Michel Ciment : « 2001 présente un univers d'indifférence dans lequel chaque personne est extraordinairement détachée, emprisonnée dans son rôle prédéfini, vivant dans une solitude glacée ».

### Daisy Bellde Harry Dacre
La chanson de Harry Dacre, Daisy Bell (Bicycle Built for Two), est un élément important du film. Elle est « chantée » par HAL 9000 lors des derniers moments de sa désactivation, qui provoque une régression de ses capacités cognitives. Alors que d'autres musiques du film sont liées à la notion de progression, cette musique est associée à une régression, mais dans tous les cas on retrouve une interrogation sur nos origines qui est un leitmotiv du film, tout en préfigurant la régression-évolution future de Bowman en « enfant des étoiles ». Elle donne également un aspect très émotionnel à la « mort » d'HAL 9000, qui est la mort la plus émouvante du film, à l'opposé des décès cliniques et froids des humains accompagnant Bowman vers Jupiter.
Cette chanson est la première chanson « apprise » en 1961 à un ordinateur (un IBM 7094) par John Kelly au Bell Labs,,. Cette chanson avait été écoutée par Arthur C. Clarke au Bell Labs et l'utilisation de cette chanson, ainsi que son ralentissement progressif, est son idée.
Dans la version française, CARL chante Au clair de la lune.

### Musique originale d'Alex North
Ces musiques n'étaient pas celles initialement prévues pour le film. Le compositeur Alex North avait été, au début, retenu par les producteurs pour écrire la musique du film. Il fut mis à rude épreuve par Kubrick. Celui-ci avait déjà utilisé des musiques temporaires pendant les deux années de production et avait, de plus, vu sa proposition d'employer de la musique classique comme bande sonore finale refusée par la MGM. Le réalisateur mit la pression sur le compositeur qui, enfermé de décembre 1967 à janvier 1968 dans un appartement londonien spécialement aménagé, en sortit en ambulance pour ne livrer qu'une partition d'environ 40 minutes – tout cela en pure perte, puisque Kubrick obtint finalement gain de cause avec son premier choix de n'avoir recours qu'à des musiques non originales. North n'en fut pas informé et le découvrit lors de l'avant-première du film à New York,. En 1993 la Musique pour 2001 d’Alex North fut finalement enregistrée aux studios Abbey Road de Londres par le Royal Philharmonic Orchestra dirigé par Jerry Goldsmith.
On suppose que Kubrick n'a jamais eu l'intention d'utiliser la partition de North, et n'a fait appel à celui-ci que pour apaiser la MGM, et a mis le studio et North devant le fait accompli au dernier moment.

## Accueil

### Critique
2001, l'Odyssée de l'espace est régulièrement cité dans les classements de films par les critiques de cinéma. Ainsi, il figure à la 6e place du classement de la revue Sight and Sound et à la 15e place du classement de 2007 de l'American Film Institute (AFI). Il comporte également une réplique classée dans le Top 100 des répliques du cinéma américain de l'AFI. Par ailleurs, il est considéré comme le meilleur film de science-fiction de tous les temps par l'Online Film Critics Society.
Le personnage de HAL 9000 est listé à la 13e place du classement AFI's 100 ans… 100 Héros et Méchants.
Cependant, le film a subi aussi de mauvaises critiques : il fut éreinté par Variety (« trucages habiles à la George Pal »), par le New York Times (« d'un ennui mortel ») ou encore par la revue The New Leader (en) (« une histoire de dieux sans queue ni tête »).
En France, en 1968, le critique Jean Rochereau du quotidien La Croix parle du film comme d'une « première illustration à l'écran de la métaphysique à l'ère spatiale » ; Claude-Jean Philippe de Télérama affirme quant à lui : « Jamais [...] l'on ne s'ennuie, tant le spectacle est beau et riche en même temps d'une tension assourdie qui laisse prévoir l'accélération finale » ; en avril 1969, Michel Sineux affirme dans la revue Positif no 104 que : « [...] en 1968, Stanley Kubrick est seul avec Roman Polanski à partager le privilège de célébrer l'an I d'un âge nouveau [...] » ; plus récemment, Serge Kaganski des Inrockuptibles parle d'un « objet expérimental et spectaculaire, le film-trip métaphysique [de] Kubrick n'a pas pris une ride » ; enfin, Manuel Merlet du site Fluctuat.net affirme : « [...] 2001 est plus qu'un film. Cette œuvre déborde les frontières souvent transgressées du cinéma pour rejoindre les terres sauvages de l'inconscient collectif ».
Plus circonspect, Yvonne Baby du Monde affirme en 1968 : « [...] le cinéaste semble vouloir [...] tenter d'atteindre l'absolu ou… Dieu dans une quête en définitive assez naïve et très véhémente » ; de son côté, Bernard Eisenschitz affirme en février 1969 dans les Cahiers du cinéma no 209 : « C'est un film sans message, et c'est ce qui déconcerte. 2001 ne parle de rien que de lui-même [...] ».
Sur le site agrégateur de critiques Rotten Tomatoes, le film obtient un score de 92 % d'avis favorables, sur la base de 116 critiques collectées et une note moyenne de 9,20 sur 10 ; le consensus du site indique : « L'un des films de science-fiction les plus influents — et l'un des plus controversés — 2001 de Stanley Kubrick est une méditation délicate et poétique sur l'ingéniosité — et la folie — de l'humanité ». Sur Metacritic, le film obtient une note moyenne pondérée de 84 sur 100, sur la base de 25 critiques collectées ; le consensus du site indique : « Acclamation générale » (Universal acclaim).

### Box-office
2001, l'Odyssée de l'espace connaît un important succès commercial lors de sa sortie en salles ; il totalise 56 715 371 dollars de recettes au box-office mondial. En France, il attire 3 256 884 spectateurs dans les salles.

## Distinctions

### Récompenses
- Oscars du cinéma 1969 : Oscar des meilleurs effets visuels[N 5].
- British Academy Film Awards 1969 : BAFTA de la meilleure direction artistique et de la meilleure musique de film.
- David di Donatello 1969 de la meilleure production étrangère.
- Prix Hugo 1969 du meilleur film dramatique.
- Kansas City Film Critics Circle Award 1969 du meilleur film et du meilleur réalisateur.

### Nominations
- Oscars du cinéma 1969 : nomination à l'Oscar de la meilleure réalisation, du meilleur scénario et de la meilleure direction artistique.
- British Academy Film Awards 1969 : nomination au BAFTA du meilleur film.
- Directors Guild of America Awards 1969 : nomination au prix du meilleur film.

### Conservation
- 1991 : sélectionné par la National Film Registry pour être conservé à la Bibliothèque du Congrès.

### Hommage
Lors du Festival de Cannes 2018, le film a fait l'objet d'une projection remastérisée sous la direction de Christopher Nolan, en présence de l'acteur Keir Dullea (David Bowman) ainsi que de la fille du réalisateur Stanley Kubrick, Katharina. Le film est ensuite ressorti en salles le 13 juin 2018.
Dans le cadre de la célébration du centième anniversaire du studio Warner Bros, une projection spéciale a été organisée le 16 juin 2023 dans plusieurs cinémas du groupe Pathé. L'événement comprenait en introduction une présentation du film par le critique et historien de cinéma Philippe Rouyer.

## Analyse

### Le point de vue de Kubrick
« J'ai essayé de créer une expérience visuelle, qui contourne l'entendement et ses constructions verbales, pour pénétrer directement l'inconscient avec son contenu émotionnel et philosophique. J'ai voulu que le film soit une expérience intensément subjective qui atteigne le spectateur à un niveau profond de conscience, juste comme la musique ; « expliquer » une symphonie de Beethoven, ce serait l'émasculer en érigeant une barrière artificielle entre la conception et l'appréciation. »

— Stanley Kubrick

« Quand un film a de la substance ou de la subtilité, on ne peut jamais en parler de manière complète. C'est souvent à côté de la plaque et forcément simpliste. La vérité a trop de facettes pour se résumer en cinq lignes. Généralement, si le travail est bon, rien de ce qu'on en dit n'est pertinent. »

— Stanley Kubrick

« Vous êtes libres de vous interroger tant que vous voulez sur le sens philosophique et allégorique du film — et une telle interrogation est une indication qu'il a réussi à amener le public à un niveau avancé — mais je ne veux pas donner une grille de lecture précise pour 2001 que tout spectateur se sentirait obligé de suivre, de peur de ne pas en saisir la signification. »

— Stanley Kubrick

### L’ellipse du film
Si 2001, l'Odyssée de l'espace devait être réduit à une scène emblématique, ce serait sans doute (du moins dans la conscience collective, d'après les nombreuses parodies qu'elle engendra) celle où, dans la première partie du film, le singe pré-humain lance en l'air le premier outil de l'humanité (un os, utilisé comme arme) et que celui-ci s'élève puis retombe et se « transforme » soudain en un satellite lanceur d'engins nucléaires flottant dans l'espace et qui semble même « tomber » dans le prolongement de la trajectoire de l'os. La particularité de cette scène tient essentiellement en sa forme, plus précisément son montage, sous forme d'ellipse.
Ce raccord plastique (ou d’analogie) extrêmement simple, puisqu'il n'y a aucune utilisation d'effet de transition (ex : fondu enchaîné, etc.), peut être qualifié à la fois de « brutal » et de « cohérent » : brutal parce qu'il lie deux situations très différentes (et surtout deux âges très éloignés) ; cohérent parce que les formes de ces deux objets sont, à l'écran, très semblables et que le mouvement n'est pas rompu.
Ce type de raccord est inhabituel puisque, traditionnellement, un fondu au noir aurait été utilisé pour signifier le changement de contexte. On peut toutefois noter que ce procédé avait déjà été utilisé dans le film Lawrence d'Arabie (1962) de David Lean, dans lequel un raccord plastique conférait pareillement une force symbolique saisissante à un enchaînement de deux scènes disjointes (une flamme d'allumette directement suivie d'un lever de soleil).

### La plaque de Georges Yatridès

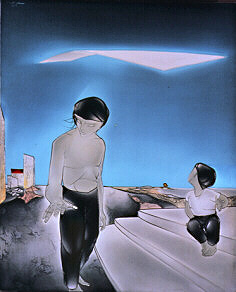
Peinture L'Adolescent et l'Enfant, 1963.

Les critiques d'art ont noté des similitudes entre le monolithe de Kubrick et le motif similaire dans les peintures de l'artiste Georges Yatridès.
Arthur Conte note que le tableau intitulé L'Adolescent et l'Enfant, peint en 1963, avant la sortie du film, comporte une plaque très similaire à celle utilisée par Kubrick dans le film,. Dans les peintures de Georges Yatridès, le monolithe représente un symbole mystique vecteur d'une connaissance absolue. Le sémiologue Sacha Bourmeyster explique que la plaque de Yatridès a le pouvoir de transcender la vie de manière surnaturelle, d'une manière comparable au monolithe de Kubrick. Bourmeyster a également souligné cette similitude dans son ouvrage Les Icônes Interstellaires.
D'autres sources indépendantes font état de l’existence, dès 1957, de plaques monolithes, sur le fond et la forme, dans l’œuvre du peintre Georges Yatridès, plaques qui auraient pu inspirer le monolithe de 2001, l’Odyssée de l’espace, ainsi que le supposent divers ouvrages d’analyse entre d’autres : « Ville de Grenoble », « Who’s who in International Art » et des récapitulatif de Biennales Internationales (liste non exhaustive).

### Autres interprétations possibles du film
- Stanley Kubrick a déclaré que pour la réalisation de ce film il avait été influencé par le film de Pavel Klouchantsev, En route vers les étoiles, sorti en 1958[49].
- Par ailleurs, ce film est censé suivre, selon certaines interprétations, une constante mythologique comme celle des Argonautes. Joseph Campbell, dans son livre Les héros sont éternels, a analysé cette constante, courante en alchimie (départ du héros de sa contrée, combat contre le monstre mythologique, révélations initiatiques faites au héros, retour du héros dans sa contrée d'origine, le héros devient maître des deux mondes). Sous cet aspect, le film prend un relief inattendu.
- Une des clés de ce film peut être trouvée dans l'œuvre de Robert Ardrey, Les Enfants de Caïn[50]. L'auteur arrive à cette conclusion : « L'être qui assure la liaison entre l'animal et l'homme, le maillon intermédiaire dans cette chaîne mystérieuse de l'évolution, est un tueur — l'être qui a dominé le monde animal, qui en est sorti définitivement, est celui qui a su apprendre à se servir d'une arme pour mieux tuer. » Stanley Kubrick a illustré cette théorie depuis la séquence L'Aube de l'humanité jusqu'au meurtre perpétré par HAL 9000[51],[52],[53],[54]. Dans Lost worlds of 2001, Arthur C. Clarke a rapporté un extrait de son journal personnel daté du 2 octobre 1964 dans lequel il indique avoir terminé la lecture de cet ouvrage, et cite un paragraphe « frappant » qui « pourrait même donner son titre au film » (faisant allusion à la formule « gift from the stars ») : « Pourquoi est-ce que l'humanité ne s'est pas éteinte dans les profondeurs du Pliocène ? Nous savons bien que, sans un cadeau des étoiles, sans la collision accidentelle de la génétique et des rayonnements, l'intelligence aurait péri dans quelque plaine africaine oubliée. »
- En 1980, lors d'un entretien téléphonique pour un documentaire japonais qui n'a jamais été terminé au sujet de son film, Kubrick offre une explication de la dernière scène. Les entités de pure énergie et d'intelligence ont emprisonné Bowman dans un environnement qu'ils ont tenté de reproduire afin qu'il soit acceptable pour lui, tel un animal dans la cage d'un jardin zoologique. Il vit dans ce monde intemporel jusqu'au moment où ses geôliers le transportent vers la Terre sous forme d'un « super-être » ; la prochaine étape de l'évolution humaine[55].

## Autour du film
- L'initiative du projet revient à Stanley Kubrick qui, connaissant l'œuvre du romancier Arthur C. Clarke, le contacta afin de voir dans quelle mesure ils pourraient travailler ensemble sur « le légendaire bon film de science-fiction » (« the proverbial good science-fiction film »).
- Le scénario et le livre ont été écrits conjointement par Arthur C. Clarke et Stanley Kubrick. Néanmoins, il fut convenu qu'Arthur C. Clarke conserverait officiellement la paternité du livre, et Stanley Kubrick celle du scénario. Le film et le livre ont, en fait, été développés en parallèle : certains passages du livre ont, par exemple, été inspirés par le visionnage des épreuves de tournage quotidiennes et, inversement, le film s'est enrichi de certaines idées apparues tardivement dans le roman[56]. La véritable origine du film vient de deux nouvelles d'Arthur C. Clarke : À l'aube de l'histoire (1954), d’où sort l’idée d’un cristal d’origine extraterrestre qui fait naître l'intelligence chez l'homme préhistorique, et La Sentinelle (1948), d’où l'idée d'un objet extraterrestre abandonné sur la Lune et faisant, depuis, office de signal d'alarme. Toutefois, il ne s'agissait encore que d'une pyramide et non d'un monolithe, tel qu'il se révèle dans l'œuvre de Yatridès dès la fin des années 1950.
- La signification de l'acronyme HAL est « Heuristically-programmed ALgorithmic computer » d'après le roman 2001 : L'Odyssée de l'espace et « Heuristic ALgorithmic computer » dans la suite 2010 : Odyssée deux. Dans la version française, l'ordinateur s'appelle « CARL 500 » (acronyme de « Cerveau analytique de recherche et de liaison »). Certains spectateurs ont remarqué que les lettres « HAL » correspondaient au décalage alphabétique des lettres d'« IBM », entreprise qui a participé à la réalisation du film ; mais Arthur C. Clarke a indiqué qu'il ne s'agissait que d'une coïncidence.
- Parmi les différences notables entre les deux œuvres jumelles : dans le film, le vaisseau spatial se dirige vers Jupiter, le monolithe étant en orbite autour de cette planète, alors que dans le livre il se dirige vers Japet, un satellite de Saturne, à la surface duquel se trouve le monolithe, Jupiter étant seulement survolée pour utiliser son assistance gravitationnelle. Le monolithe est totalement noir et opaque dans le film, et est décrit comme translucide dans le roman. Les proportions de l’objet ne sont évoquées que dans le roman par C. Clarke (à plusieurs reprises) : 1 × 4 × 9, c'est-à-dire les carrés des trois premiers entiers naturels non nuls. Ces chiffres magiques se révèlent soudainement être, pour David Bowman, vers la fin de son épopée d’être humain, la clé du secret qui régit le comportement du monolithe et ce pourquoi il a été créé. Dans le film, HAL refuse à Dave le retour dans Discovery, le condamnant à mourir dans le Pod. Dave parvient à rentrer par le sas de secours, malgré un séjour de quelques secondes dans le vide. Dans le livre, Dave n'est pas sorti du vaisseau, mais à cause de la responsabilité présumée de HAL dans la mort de Frank, il demande à l'ordinateur le réveil de l'équipage en état de stase. Hal ouvre alors le sas des navettes pour faire le vide dans le vaisseau et tuer l'équipage. Dave parvient à rejoindre une armoire de secours et enfiler un scaphandre. Ainsi équipé, il pourra maîtriser Hal. À noter que pour tous les cas de divergence entre le film et le livre, les romans de Clarke qui feront suite à 2001, l'Odyssée de l'espace se baseront sur les éléments du film, et non ceux du livre.
- La suite du roman d'Arthur C. Clarke, publiée en 1982 et intitulée 2010 : Odyssée deux, a fait l'objet d'une adaptation au cinéma (il s'agit bien, dans ce cas, d'une adaptation et non d'une collaboration étroite) ; sorti en 1984, 2010 : L'Année du premier contact (2010: The Year We Make Contact) répond à certaines des interrogations que le film originel laissait volontairement en suspens. Cependant, ni ce livre, ni ce deuxième film n'eurent un succès comparable à leurs prédécesseurs. Arthur C. Clarke publia malgré tout deux volumes supplémentaires : 2061 : Odyssée trois (1988) et 3001 : L'Odyssée finale (1997).